# Катен
Кате́н (рос. Катэн) — селище у складі району імені Лазо Хабаровського краю, Росія. Входить до складу Долминського сільського поселення.

## Населення
Населення — 108 осіб (2010; 160 у 2002).
Національний склад (станом на 2002 рік):
- росіяни — 79 %